# Santa Madrona de Sant Ramon
Santa Madrona de Sant Ramon és una capella de Sant Ramon (Segarra) inclosa a l'Inventari del Patrimoni Arquitectònic de Catalunya.

## Descripció
Capella dedicada a Santa Madrona, d'una sola nau, realitzada amb paredat a la façana principal i amb paredat arrebossat als murs laterals i posterior, amb coberta a dues aigües i absis recte, construïda a finals del segle XX al mateix lloc d'una anterior capella destruïda.
A la façana principal trobem la porta d'accés amb llinda superior d'una sola peça on hi trobem la següent inscripció: "NOVA CAPELLA DE STA. MADRONA 1988". A la part superior de la façana principal hi ha un campanar d'espadanya d'un sol ull, realitzat amb carreus de pedra de grans dimensions i amb una petita campana on hi ha una segona inscripció que ens indica l'autoria i la data: "ANNA 1-7-1990".